# Dannenberg (Grasberg)
Dannenberg (niederdeutsch Dannenbarg) ist ein Ortsteil der Gemeinde Grasberg im Landkreis Osterholz in Niedersachsen.

## Geschichte
Dannenberg wurde im Rahmen der Moorkolonisierung des Teufelsmoores im Jahr 1781 unter dem Namen Danneberg gegründet. Ende der 1780er Jahre hatte der Ort zwölf Haushalte in vier Häusern und zwei Hütten mit 14 Erwachsenen und 16 Kindern und damit insgesamt 30 Einwohner. Im Jahr 1910 wurden 244 Einwohner gezählt.
Der Ort wurde am 1. März 1974 im Rahmen der Gebietsreform mit anderen Orten zur Gemeinde Grasberg zusammengeschlossen.